# روبرت دبليو. واتسون
روبرت دبليو. واتسون (بالإنجليزية: Robert W. Watson)‏ هو أكاديمي أمريكي، ولد في 1925، وتوفي في 27 فبراير 2012.